# Deskati
Deskati (in greco Δεσκάτη?) è un comune della Grecia situato nella periferia della Macedonia occidentale (unità periferica di Grevena) con 7.045 abitanti secondo i dati del censimento 2001.
A seguito della riforma amministrativa detta Programma Callicrate in vigore dal gennaio 2011 che ha abolito le prefetture e accorpato numerosi comuni, la superficie del comune è ora di 432 km² e la popolazione è passata da 2.317 a 7.045 abitanti.